# Mario Cravo Neto
Mário Cravo Neto (Salvador de Bahía, 20 de abril de 1947 - Salvador de Bahía, 9 de agosto de 2009) fue un fotógrafo y escultor brasileño.

## Biografía
Hijo del escultor Mário Cravo Júnior. Realizó estudios de fotografía en Berlín y en 1966 regresó a Brasil entrando como ayudante de Fulvio Roiter. Vivió en Nueva York entre 1968 y 1970, donde estudió en la Art Student League con el escultor Jack Krueger. Participó en la Bienal Internacional de São Paulo en 1971, 1973, 1975, 1977 y 1983 y recibió diversos premios nacionales de fotografía. En 1975 trabajó como director de fotografía en la película titulada A Lenda de Ubirajara del director André Luis Oliveira.
Su obra hace referencias a su ciudad natal y se encuentra en las colecciones de diversos museos como el Museo de Arte Moderno de Nueva York, el Museo de Arte Moderno de Río de Janeiro, el Museo Centro de Arte Reina Sofía de Madrid y el Museo Stedelijk de Ámsterdam. En ella emplea con frecuencia la técnica de la fotografía en blanco y negro y cuenta con reportajes sobre la religión del candomblé. Una exposición retrospectiva de su obra, llamada Mitos y Ritos, se realizó en Madrid en 2015, incluyendo algunos de sus vídeos.
Colaboró con las revistas Popular Photography y Cámara 35 y publicó once libros, entre ellos A cidade de Bahia en 1980. Ese año fue reconocido como "Mejor Fotógrafo del Año" por la Sociedad de Críticos fotográficos de Brasil.
Murió a causa de un cáncer de piel.